# 1067

## Починали
- 14 септември – Прохор Пчински, български светец